# شاغاپ (رود)
شاغاپ (به ارمنی: Շաղափ) رودی است در کشور ارمنستان که در استان آرارات جریان دارد  به ودی (رود) می‌ریزد. طول آن ۱۹ کیلومتر (۱۲ مایل) و مساحت حوضه آبخیز (دبی) آن ۱۴۵ کیلومتر مربع می‌باشد.

## نگارخانه

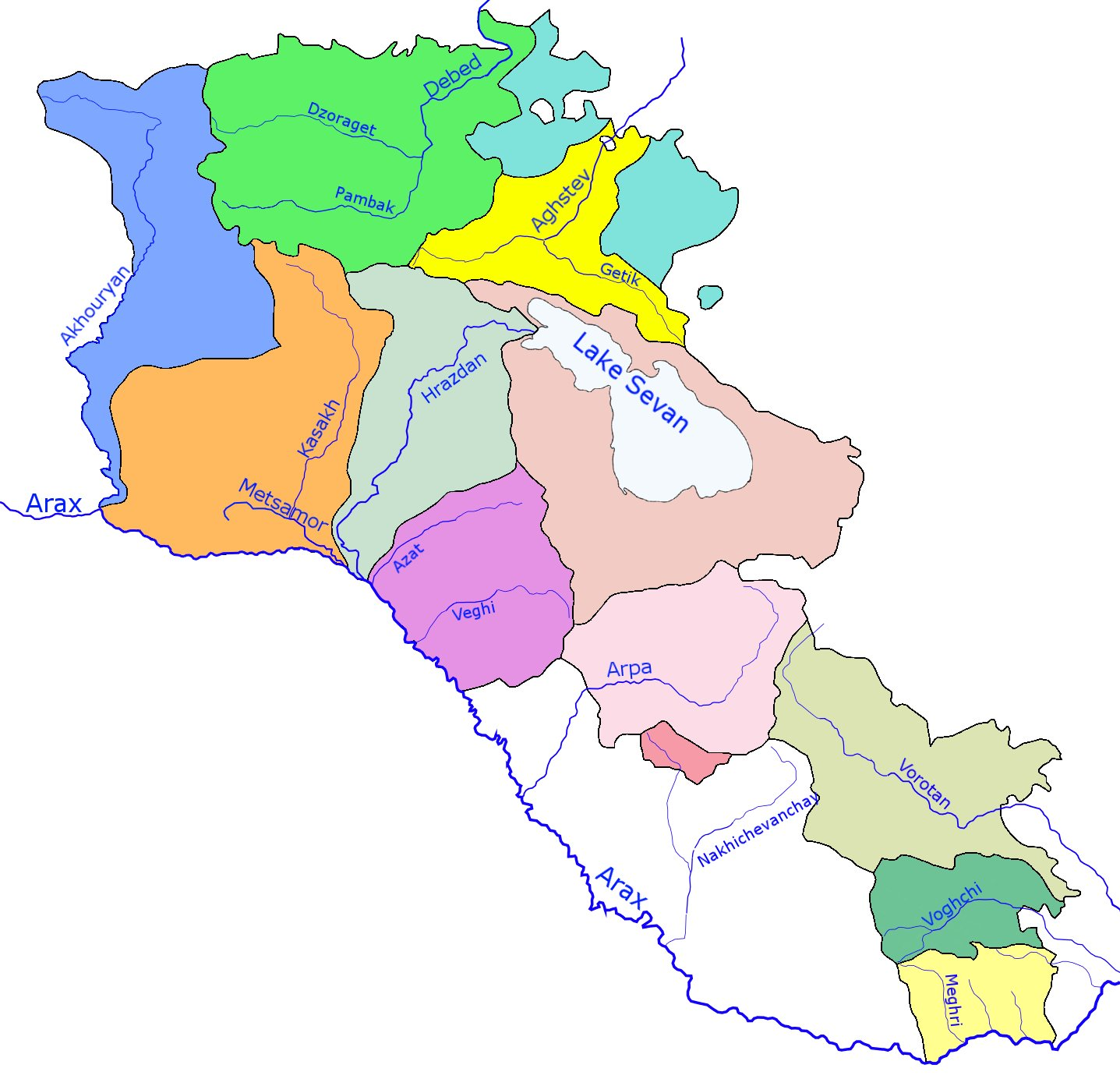